# Arnäs, Gideå och Trehörningsjö pastorat
Arnäs, Gideå och Trehörningsjö pastorat (före 2014 Arnäs pastorat) var ett pastorat i Örnsköldsviks kontrakt i Härnösands stift i Svenska kyrkan. Pastoratet uppgick 1 januari 2022 i Örnsköldsviks norra pastorat.
Pastoratskoden var 100603.
Pastoratet omfattade följande församlingar:
- Arnäs församling
- Gideå-Trehörningsjö församling (före 2014 Gideå församling och Trehörningsjö församling)